# Wilhelm Kment
Wilhelm Kment (15 ottobre 1914 – 22 dicembre 2002) è stato un allenatore di calcio e calciatore austriaco, di ruolo centrocampista.

## Carriera

### Giocatore

#### Club
Kment vestì le maglie di Landstraßer, Brünn e Wiener Sport-Club.

### Allenatore
Dal 1954 al 1955, fu tecnico del Drafn. Guidò poi il VVV-Venlo, prima di diventare commissario tecnico della Norvegia. Successivamente, fu allenatore del D.O.S. e del Feyenoord. Tornò nuovamente come commissario tecnico della Norvegia, prima di essere scelto come tecnico del LASK Linz. Nel 1976, fu selezionato per allenare il Fredrikstad.

## Palmarès

### Allenatore

#### Competizioni nazionali
- Campionato olandese: 1

Feyenoord: 1964-1965
- Coppa dei Paesi Bassi: 2

VVV-Venlo: 1958-1959
Feyenoord: 1964-1965

#### Competizioni internazionali
- Coppa Piano Karl Rappan: 1

Feyenoord: 1967